# ذمار علي الأول
ذمار علي الأول: أحد مكاربة سبأ الأوائل، وهو خليفة "يثع أمر بين الأول"، حكم في الفترة فيما بين (نحو 690 ق م - 685 ق م) تقريبًا. يبدو أنه حكم فترة قصيرة جدًا، حيث لم يعثر على أي نقش رسمي لهذا المكرب من عهده المنفرد، يدعم أصوله، سوى ذكر اسمه مع "يثع أمر بين" ، وفي نسب ابنه المكرب الشهير "كربئيل وتر". وقد ذكر ذمار علي مع يثع أمر بين الأول في عدد من النصوص.
زمن "ذمار علي" مؤكد بفضل عدد من المعطيات، أهمها نقوش الصيد المقدس التي تركها أبنائه وأحفاده مع المكرب يثع أمر بين الأول في غرب مأرب، ومنهم ابنه الأكبر "كرب إيل وتر".كانت علاقة سبأ متوترة مع مدينة كمنا المهمة في وادي الجوف، بعد أن غزاها المكرب "يثع أمر وتر" أواخر القرن الثامن قبل الميلاد. قام "يثع أمر بين" وشريكه "ذمار علي" في السعي إلى عقد صلح مع كمنا، وبالفعل نجحوا في إبرام حلف مع "نبط علي" ملك كمنا؛ "نبط علي" سيكون حليفاً قوياً في زمن كربئيل وتر - المكرب القادم.
لدينا نقش من قرناو يشير إلى الإخوة بين زعماء قرناو مع سبأ الممثلة بالمكربان يثع أمر وذمار علي، ونشان الممثلة بملكها "يقه ملك". ويظهر من النص تبعية قرناو إلى نشان، قبل أن ينشأ كيان معين السياسي، وحلف الطرفان مع سبأ القوة الأكبر سياسياً واقتصادياً في ذلك الوقت. و"يقه ملك" هو شقيق "لبوان يدع" ملك نشان في عهد كربئيل وتر وحليفه القوي، و"يقه ملك" أيضا هو والد الملكة "ذمارهل أميرة بنت يقه ملك" زوجة ابن عمها الملك "سمه يفع بن لبوان" والذي في عهده انخرق الحلف مع سبأ وسقطت نشان في يد كربئيل وتر.
ذمار علي الأول أحد أثنين فقط من المكاربة الإحدى وعشرين، الذين لم يصلنا من عهدهم المنفرد نصوص رسمية. وبذلك لا نعرف من آباءهم أو حتى ألقابهم حتى الآن. مع ذلك، من المؤكد أن ابنه "كربئيل وتر" خلفه في حكم سبأ، وهو المكرب الذي افتتح عهده بإرسال هدايا إلى آشور في سنة 685 ق م أو 682 ق م.